# 高橋哲郎 (精神科医)
高橋 哲郎（たかはし てつろう）は、日本の医学者、精神科医、精神分析家。専門は精神分析学。元メニンガー精神医学校教授。医学博士。

## 来歴
- 1960年 - 東京大学医学部卒業。その後関東中央病院精神科児童病棟、国立小児病院精神科、東京大学医学部付属病院精神科、式場病院に順次勤務
- 1966年 - 医学博士（東京大学）[2]論文の題は「分裂病症状を呈する思春期精神障害の研究 」[3]。
- 1970年 - メニンガー精神医学校留学。後にトピカ精神分析研究所卒業。ドナルド・リンズレー博士に直接指導を受ける。後にメニンガー精神医学校ハンブルトン・アブラハムズ教授
- 1996年 - メンタルヘルス健育研究所勤務。後に精神分析セミナリーを開設[1]

## 受賞歴
- 1980年 - ウッド・プリンス賞
- 1991年 - トピカ精神分析協会賞

## 学会
- 国際精神分析学会正会員
- 米国精神分析学会正会員
- 米国集団精神療法学会特別研究員
- 日本精神分析協会正会員・訓練分析家
- 日本精神分析学会正会員
- 日本集団精神療法学会正会員

## 著書

### 単著
- 『改訂 子どもの心と精神病理 —力動精神医学の臨床』岩崎学術出版社、2003年10月。ISBN 978-4753303076。

## 関連人物
- ドナルド・リンズレー
- 土居健郎